# Гордислава Святославна
Гордислава Святославна (в монашестве Евдокия; после 1110 — конец XII в.) — средневековая просветительница, дочь витебского князя Святослава Всеславича; младшая сестра Евфросинии Полоцкой, одна из её ближайших помощниц и продолжательница дел.

## Биография
О ранней жизни Гордиславы ничего не известно. Выбирая её себе в соратники, Евфросиния Полоцкая, возможно руководствовалось тем, что Гордислава была достаточно восприимчива, послушна и имела способности к наукам, а поведение старшей сестры всегда было для неё образцом высокой духовности и самоотверженного служения Богу. Основав вблизи Полоцка Спасскую обитель (1125), Ефросинья попросила отца прислать к ней сестру Гордиславу для обучения грамоте, а после тайно постригла её в монахини. Отец, узнав об этом, в большом отчаянии приехал к ним, горько плакал и не хотел отдавать в монахини и вторую дочь. Постриг Гордиславы состоялся не позднее 1129 года.
Как сообщается в «Житии Евфросинии Полоцкой», игуменья «усердно учила её спасению души, а та усердно воспринимала, как плодородная нива, смягчив сердце своё и говоря так: „Господь Бог да наставит меня к спасению души твоими святыми молитвами“». Вскоре произошло тайное пострижение Гордиславы в монахини и она получила имя Евдокия. Через некоторое время ей было доверено ведение всех хозяйственных дел монастыря, и много лет это было основной её обязанностью. Когда под конец своей жизни Евфросиния Полоцкая решила направиться в паломничество в Иерусалим, то она, согласно «Житию …», поручила «властвовать и устраивать сестре своей Евдокии оба монастыря». Это было свидетельством, что Гордислава взяла на свои плечи руководство не только женским, но и мужским монастырем, также основанным Ефросиньей. После смерти Евфросинии, вероятно, Гордислава вела ещё и летописи.
Гордислава-Евдокия не только хранила все, что было сделано усилиями Евфросинии, но и развивала, обогащала её начинания. Предполагают, что советником новой игуменьи во многих вопросах был Кирилл Туровский, который стал епископом в Турове раньше, чем Евдокия настоятельницей в Полоцке. И поскольку существовала постоянная переписка между такими крупными центрами культуры, какими были в то время Туровская епархия и полоцкие монастыри, то, наиболее вероятно, Кирилл Туровский вел её не с Ефросинией, как принято считать, а с Евдокией. Есть основания утверждать, что Гордислава-Евдокия была одной из первых, кто начал добиваться канонизации Евфросинии Полоцкой.